# Ubirajara jubatus

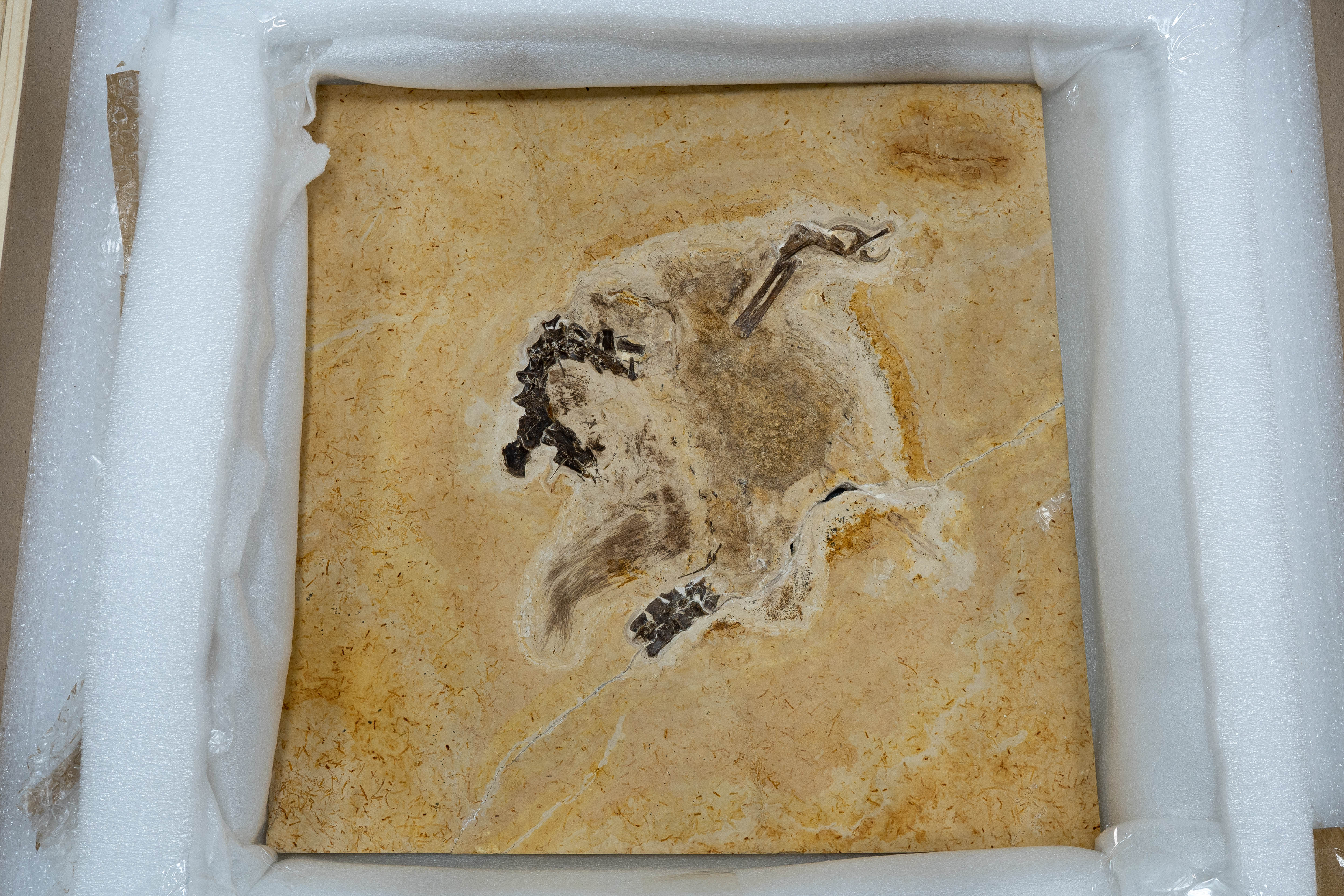
Holotipo fósil

"Ubirajara" ("señor de la lanza" en idioma tupí) es un género informal de dinosaurio terópodo compsognátido que vivió durante el Cretácico temprano en lo que hoy es Brasil. El manuscrito que lo describe estaba disponible en línea antes de su publicación, pero nunca se publicó formalmente y, como consecuencia, tanto el nombre del género como el de la especie se consideran inválidos y no están disponibles, por lo que se considera un nomen manuscriptum. Fue encontrado en la Formación Crato y descrito por Smyth et al., 2020. Se ha descrito como el primer dinosaurio terópodo no aviar de Gondwana descubierto con estructuras tegumentarias conservadas. Estas protoplumas, que probablemente se usan para exhibición, incluyen monofilamentos delgados asociados con la base del cuello, que aumentan de longitud a lo largo de la región torácica dorsal, donde formarían una melena, así como un par de estructuras alargadas en forma de cinta. probablemente emergiendo de sus hombros. El taxón fue nombrado en 2020 en un artículo académico en prensa ahora retirado. La descripción causó controversia debido a que el fósil aparentemente había sido contrabandeado ilegalmente desde Brasil. El nombre "Ubirajara jubatus" fue eliminado de ZooBank en noviembre de 2022, lo que significa que ya no tiene ningún significado nomenclatural.

## Descripción
En vida, el individuo holotipo habría medido aproximadamente 1 metro de largo. Los autores descriptores establecieron una combinación única de dos rasgos que en sí mismos no eran únicos. El omóplato tiene el 81 % de la longitud del húmero en lugar de ser igual o mucho más largo, las dos condiciones que prevalecen con otros compsognátidos. Los perfiles superiores de las espinas neurales de las vértebras sacras son entre un 15 % y un 27 % más largos que sus bases en una vista lateral, en lugar de ser mucho más largas que con Mirischia.
Se concluyó que las estructuras granuladas en el torso habían sido adipocera, cera de cadáver. No muestran restos de comida y, por lo tanto, es poco probable que representen intestinos. También carecen de una estructura de escala. El espécimen conserva una "melena" de protoplumas que le recorrían el cuello y la espalda. También cubrían el brazo incluyendo la mano hasta las garras. Este tegumento filamentoso se hizo más largo hacia atrás, alcanzando una longitud de 11 centímetros sobre la novena y décima vértebra posterior. Estos filamentos no estaban ramificados y tenían un diámetro de aproximadamente 0,3 milímetros con un núcleo hueco. Los restos de piel contienen una serie de 19 estructuras verticales rectangulares que fueron interpretadas como los folículos de los filamentos. Los músculos de la piel habrían permitido erigir una melena sobre la espalda. Su encogimiento en las condiciones salinas de la laguna de la Formación Crato habría causado que la melena se activara después de la muerte, como aún lo muestra el fósil.
Estructuras tegumentarias únicas de 15 centímetros que se proyectan desde sus lados. El lado izquierdo muestra un par de picos alargados, rectos y planos. Se supuso que un par similar estaba presente en el lado derecho opuesto. La espiga superior mide 15 centímetros de largo, la inferior 14 centímetros. Las estructuras están reforzadas por una cresta longitudinal central afilada, de 0,1 milímetro de ancho. El ancho total es de 4,5 milímetros para la espiga superior, 2,5 milímetros para la inferior con lados paralelos que solo se estrechan cerca del extremo distal. No hay signos de osificación. Los autores compararon este tegumento monofilamentoso ancho con los del ave del paraíso de ala estándar. Los autores especulan que las estructuras de los hombros en forma de cinta podrían haber tenido un propósito de exhibición, tal vez siendo erigido en una exhibición de cortejo. También se consideró posible que vibraran e incluso hicieran ruido. Que tal estructura de exhibición esté presente en un juvenil es excepcional. Este fenómeno no se conoce en los Neornithes modernos , pero se ha informado en Enantiornithes y Zuolong.  Los autores notaron que en el grupo más derivado de los Paraves tales estructuras se limitaban en gran medida a la cola. Sugirieron que esto impedía que las estructuras de exhibición limitaran las capacidades aerodinámicas de estas especies voladoras. En este sentido, los compsognátidos eran no voladores no se verían obstaculizados por las puntas de los hombros. Que los filamentos simples pudieran evolucionar hacia estructuras de exhibición complejas sería una indicación de que las plumas penáceas no se desarrollaron por razones de exhibición, contrariamente a lo que se ha supuesto a menudo.

## Descubrimiento e investigación
Los trabajadores recuperaron varios fósiles de una cantera de tiza ubicada entre Nova Olinda y Santana do Cariri. Una de las piezas recuperadas fue un plato de tiza que ya había sido partido por los trabajadores. La preparación posterior con un alfiler de acero afilado y la fotografía de rayos X revelaron la presencia de un pequeño esqueleto de terópodo. El espécimen MNK PAL 29241, el holotipo de Ubirajara, fue descubierto en una capa de la Formación Crato, que data del Aptiense, de unos 115 millones de años. Consiste en un esqueleto parcial sin cráneo, conservado en una losa y contra losa. Contiene 9 vértebras del cuello, 13 vértebras de la espalda, 2 vértebras sacras, la cintura escapular, 1 costilla del cuello, 7 costillas dorsales, 15 costillas del vientre y el brazo izquierdo casi completo. Aparte de los huesos, el fósil conserva restos del plumaje, piel, estructuras granulares en el torso y las vainas de queratina de las garras de las manos. El esqueleto está parcialmente articulado. Representa a un individuo juvenil, y posiblemente masculino.
El género Ubirajara fue erigido por Robert SH Smyth, David Michael Martill, Eberhard Frey, Hector Eduardo Rivera-Silva y Norbert Lenz en diciembre de 2020. El nombre genérico significa "Señor de la Lanza" en el lenguaje local Tupi, en referencia a los filamentos alargados del hombro. El nombre específico , U. jubatus, significa "melena" en latín , en referencia al plumaje preservado en su espalda.

### Contrabando y reclamo
El fósil fue adquirido en 1995 por el Staatliches Museum für Naturkunde Karlsruhe y trasladado a Alemania después de que supuestamente se obtuviera un permiso de exportación. Se alega que los fósiles fueron importados ilegalmente a Alemania desde Brasil en 1995, ya que las leyes brasileñas no permiten la extracción de fósiles de su territorio, ni que se realicen estudios sobre ellos sin la participación de al menos un científico brasileño. Como resultado, los científicos brasileños están haciendo campaña para la repatriación de los fósiles. Debido a los problemas éticos relacionados con la transferencia potencialmente ilegal del fósil de Brasil a Alemania, el artículo que describe a Ubirajara fue "retirado temporalmente" solo unos días después de estar disponible en línea "en prensa" antes de la publicación formal. El artículo fue posteriormente retirado en septiembre de 2021. El caso ha sido etiquetado como un caso de "colonialismo científico". En julio de 2022, luego de una extensa campaña en las redes sociales, el museo alemán acordó devolver el espécimen a Brasil.

## Clasificación
Ubirajara se colocó en la familia Compsognathidae en 2020, como la especie hermana de un clado formado por Sinosauropteryx y Compsognathus.
|  | Ubirajara                                                         |
|  |                                                                   |
|  | \| \| Compsognathus \| \| \| \| \| \| Sinosauropteryx \| \| \| \| |
|  |                                                                   |
|  | Compsognathus                                                     |
|  |                                                                   |
|  | Sinosauropteryx                                                   |
|  |                                                                   |

|  | Compsognathus   |
|  |                 |
|  | Sinosauropteryx |
|  |                 |

|  | Ubirajara                                                         |
|  |                                                                   |
|  | \| \| Compsognathus \| \| \| \| \| \| Sinosauropteryx \| \| \| \| |
|  |                                                                   |
|  | Compsognathus                                                     |
|  |                                                                   |
|  | Sinosauropteryx                                                   |
|  |                                                                   |

|  | Compsognathus   |
|  |                 |
|  | Sinosauropteryx |
|  |                 |